# Тирозин
Тирози́н (скорочення: Тир, Tyr, Y) (Кодони: UAU, UAC) — одна з двадцяти амінокислот, що входять до складу білків. Ароматична альфа-амінокислота. Назва тирозин походить від грец. tyros, що означає сир, оскільки саме у сирі було вперше виявлено цю амінокислоту. Тирозин існує в двох оптично ізомерних формах — L і D і у вигляді рацемату (DL), білки містять тільки L-форму. За будовою відрізняється від фенілаланіну наявністю фенольної гідроксильної групи в пара-положенні бензенового ядра. Відомі також мета-і орто-ізомери тирозину, які не мають біологічного значення.
Тирозин входить до складу активних центрів деяких ферментів. Також залишки цієї амінокислоти в білках можуть бути субстратами для ферментів, що здійснюють посттрансляційну модифікацію, наприклад протеїнкіназ. Окисну конденсацію залишків тирозину з утворенням ди- і тритирозину використовують для формування молекулярних зшивок між деякими білками (наприклад резилін комах).
Нітрування залишків тирозину, а також фенілаланіну і триптофану лежить в основі ксантопротеїнової якісної реакції на білки.